# Pyxidiophora petchii
Pyxidiophora petchii är en svampart som först beskrevs av Breton & Faurel, och fick sitt nu gällande namn av N. Lundq. 1980. Pyxidiophora petchii ingår i släktet Pyxidiophora och familjen Pyxidiophoraceae.   Inga underarter finns listade i Catalogue of Life.